# Fiumefreddo di Sicilia
Fiumefreddo di Sicilia település Olaszországban, Szicília régióban, Catania megyében. Lakosainak száma 9073 fő (2023. január 1.). Fiumefreddo di Sicilia Calatabiano, Piedimonte Etneo és Mascali községekkel határos.

## Népesség
A település lakossága az elmúlt években az alábbi módon változott:
| Lakosok száma | 9560 | 9505 | 9073 |
|               | 2017 | 2018 | 2023 |